# Trzmielak
Trzmielak (niem. Hummelberg, 647 m n.p.m.) – szczyt w Karkonoszach, w obrębie Pogórza Karkonoskiego.
Położony jest w zachodniej części Pogórza Karkonoskiego, nad dolną częścią Jagniątkowa. Leży w grzbiecie odchodzącym od Grzybowca ku północnemu wschodowi. W grzbiecie tym występują: Trzmielak, Sobiesz i Ostrosz. W rejonie Trzmielala występują pojedyncze skałki.
Jak cały grzbiet, zbudowany jest z granitu karkonoskiego.
Porośnięty lasem regla dolnego.
Przez szczyt prowadzi  niebieski szlak turystyczny z Sobieszowa na Grzybowiec, a jego zachodnim zboczem  żółty szlak z Piechowic na Grzybowiec.